# Estuaires picards : Baie de Somme et d'Authie
Estuaires picards : Baie de Somme et d'Authie este o arie protejată (arie de protecție specială avifaunistică — SPA) din Franța întinsă pe o suprafață de 15.214 ha, din care 98 % marine.

## Localizare
Centrul sitului Estuaires picards : Baie de Somme et d'Authie este situat la coordonatele 50°18′00″N 1°29′00″E / 50.3°N 1.48333°E.

## Înființare
Situl Estuaires picards : Baie de Somme et d'Authie a fost declarat arie de protecție specială avifaunistică în baza directivei 79/409 din 1979 referitoare la conservarea păsărilor sălbatice pentru a proteja 35 de specii de animale.

## Biodiversitate
Situată în ecoregiunea atlantică, aria protejată nu include niciun habitat protejat.
La baza desemnării sitului se află mai multe specii protejate de  păsări (35): rață sulițar (Anas acuta), rață lingurar (Anas clypeata), rață pitică (Anas crecca), rață fluierătoare (Anas penelope), rață mare (Anas platyrhynchos), gâscă cenușie (Anser anser), gâscă de semănătură (Anser fabalis), ciuf de câmp (Asio flammeus), buhai de baltă (Botaurus stellaris), Branta leucopsis, fugaci de țărm (Calidris alpina), Calidris canutus, prundaș gulerat mare (Charadrius hiaticula), barză albă (Ciconia ciconia), barză neagră (Ciconia nigra), egretă albă (Egretta alba), egretă mică (Egretta garzetta), șoim de iarnă (Falco columbarius), scoicar (Haematopus ostralegus), piciorong (Himantopus himantopus), pescăruș-cu-cap-negru (Larus melanocephalus), sitar de mal nordic (Limosa lapponica), ferestraș mic (Mergus albellus), culic mare (Numenius arquata), stârc de noapte (Nycticorax nycticorax), vultur pescar (Pandion haliaetus), bătăuș (Philomachus pugnax), lopătar (Platalea leucorodia), ploier argintiu (Pluvialis squatarola), Porzana pusilla, ciocântors (Recurvirostra avosetta), chiră de baltă (Sterna hirundo), chiră de mare (Sterna sandvicensis), călifar alb (Tadorna tadorna), fluierarul cu picioare roșii (Tringa totanus).
Pe lângă speciile protejate, pe teritoriul sitului au mai fost identificate 3 specii de plante, 2 specii de amfibieni.